# Gereformeerde kerk (Appingedam)
De gereformeerde kerk van Appingedam is een kerkgebouw, dat in 1927 werd gebouwd in opdracht van de gereformeerde kerk van Appingedam in de Nederlandse provincie Groningen. De kerk is ontworpen door de architect Egbert Reitsma (1892-1976).

## Geschiedenis en beschrijving

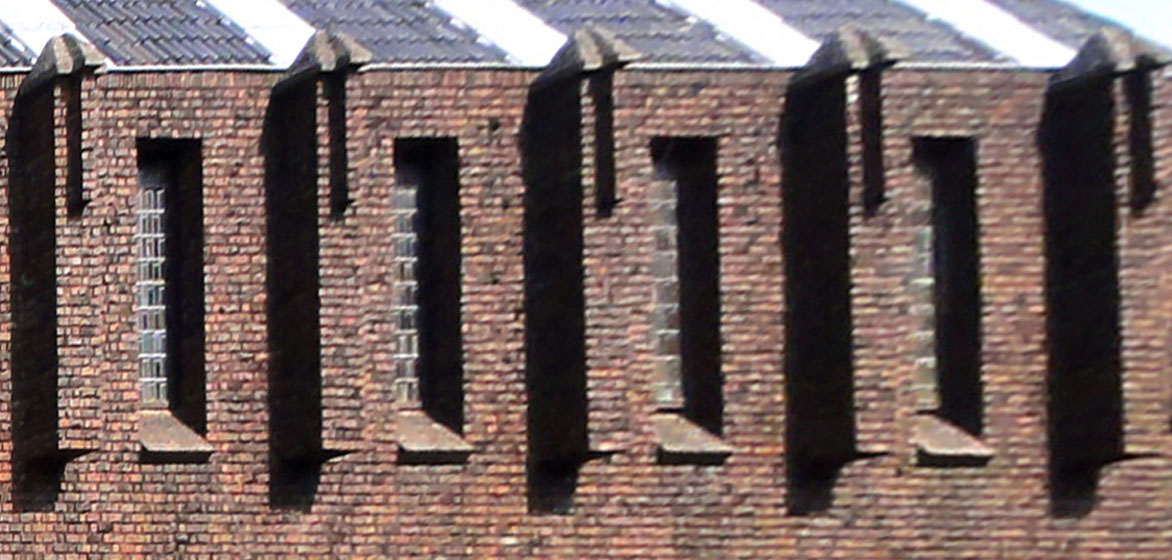
De decoratieve vensters in de westelijke muur van de kerk, daarboven enkele van de glas-in-loodstroken in het dak nog net zichtbaar (2011).

De kerk is gelegen aan het Damsterdiep op de hoek van de Dijkstraat en de Sint Annastraat. De in 1883 gebouwde kerk van architect N. Doornbos, die een te goedkoop kerkgebouw uit 1868 had vervangen dat al na vijftien jaar bouwvallig was geworden, kon in 1926 het stijgende aantal kerkgangers niet meer herbergen. Het vaak aangehaalde verhaal dat een brand de kerk van Doornbos in de as zou hebben gelegd. is onjuist. Het verwijst waarschijnlijk naar het afbranden in januari 1925 van de School met de Bijbel, iets verderop in de Dijkstraat.
Reitsma kreeg opdracht om op dezelfde plek een nieuwe kerk te bouwen, die eind 1927 gereed kwam na een bouwperiode van tien maanden. Kort na het begin van de bouw moest het plan worden aangepast, omdat de ondergrond een slappere kleilaag bleek te zijn dan verwacht. Daarom werden alsnog 85 heipalen geslagen.
Het werd opnieuw een zaalkerk. Deze werd vormgegeven in een aan de Amsterdamse School verwante bouwstijl. Er werd gebruikgemaakt van de fundamenten van het oude kerkgebouw, maar de nieuwe kerk werd groter. Een muur van de oude kerk, de oostelijke zijgevel, bleef behouden en werd door Reitsma opgenomen in het bouwplan. De entree met drie dubbele deuren bevindt zich aan de zuidzijde. Daarboven zijn in de gevelwand elf smalle glas-in-loodramen aangebracht.
De westelijke muur van de kerk langs de Sint-Annastraat heeft aan de bovenzijde van de gevelwand vier langwerpige glas-in-loodramen. Deze bevinden zich tussen vijf gemetselde banden, die als decoratie dienen. Oorspronkelijk liet Reitsma deze uitmetselingen doorlopen tot boven de dakvoet. Zij droegen bij tot het sculpturale effect van de zijgevel, maar werden al voor 1940 verwijderd, mogelijk om het onderhoud te vergemakkelijken. In de noordgevel bevinden zich in het uitstekende gedeelte twee deuren. Hierboven een muurdam, die de middenscheiding vormt en boven het dak uittorent. In het dak bevinden zich langwerpige lichtdoorlatende stroken met glas in lood.
Reitsma's plan voor een galerij, die hij al bij het ontwerp had voorzien, werd alsnog uitgevoerd door architect De Vries in 1977, toen opnieuw uitbreiding van de kerk nodig was. Beïnvloed door constructivistische groepsgenoten van De Ploeg als Wobbe Alkema en Jan van der Zee had Reitsma sprekende kleuren gekozen voor diverse geometrisch-abstracte onderdelen van het interieur, zoals het kanselfront. Zij werden later achter betimmeringen weggewerkt, maar zijn bij de algehele restauratie van de kerk in 2013-2014 weer zichtbaar gemaakt. 
De kerk is erkend als rijksmonument, onder meer vanwege het sobere, maar expressieve materiaalgebruik, de markante ligging, de esthetische kwaliteit en als voorbeeld van een kerkgebouw uit deze periode en van het oeuvre van Reitsma.

### Orgel
Aanvankelijk had deze kerk nog het relatief kleine kerkorgel in 19e-eeuwse stijl, gebouwd in 1899 door Hendrik Jan van der Molen te Steenwijk. Het had twee manualen, tien registers en een aangehangen pedaal. Het werd in 1927 door orgelbouwer Hendrik Vegter uit Usquert van de oude naar de nieuwe kerk overgeplaatst. In 1949 werd dit instrument vervangen omdat het akoestisch niet voldeed in de grotere ruimte van Reitsma's kerk. Het werd verkocht aan een katholieke kerk in Arnhem.
Het nieuwe orgel is opusnummer 190 van de orgelbouwersfirma B. Pels & Zn. te Alkmaar. Het is groter en moderner, en het ontwerp sluit zowel akoestisch als visueel aan bij Reitsma's architectuur. De pijpen zijn niet in een orgelkas gevat. Er zijn twee manualen, 23 registers en een vrij pedaal.
Het orgel werd in 1968 gecompleteerd door de firma Verschueren uit Heythuysen, die de dispositie enigszins veranderde, het instrument uitbreidde met enkele registers en de elektrische tractuur vernieuwde. In 1977 werd het bakstenen orgelbalkon vernieuwd. 
In de jaren 2014-2017 is uitgebreid aan het orgel gewerkt door de firma Mense Ruiter uit Zuidwolde/Ten Post. Naast het nodige herstelwerk werden grondige onderhoudswerkzaamheden en correcties uitgevoerd. Er zijn plannen voor groot onderhoud.

### Gebruik
Het gebouw is van 1 december 1927 tot 2009 in gebruik geweest als godshuis voor de Gereformeerde kerk, na 2004 de Protestantse Kerk in Nederland. Omdat deze laatste gebruik ging maken van de historische Nicolaïkerk, kwam de Gereformeerde kerk leeg te staan. Het gebouw is op zondag 25 mei 2014 na de restauratie in gebruik genomen door de Gereformeerde kerk vrijgemaakt in Appingedam, die de voormalige Synagoge heeft verlaten.

### Pastorie
De aangrenzende pastorie was bij de nieuwbouw van 1927 behouden gebleven. Deze dateert uit 1879 en heeft neoclassicistische kenmerken. Reitsma droeg zorg voor een harmonieuze inpassing bij het nieuwe kerkgebouw. De pastorie is sinds circa 1960 in gebruik als consistoriegebouw en kerkbureau.